# 2-я гвардейская воздушно-десантная дивизия
2-я гвардейская воздушно-десантная Проскуровская ордена Суворова дивизия — соединение (воздушно-десантная дивизия) РККА ВС СССР в Великой Отечественной войне.
Периоды участия в боевых действиях: 7.2.43-27.3.43; 3.5.43-2.1.44; 20.1.44-11.5.45.

## История
Приказом от 8 декабря 1942 года, сформирована на базе управления 7-го воздушно-десантного корпуса. Формирование дивизии проводилось с 15 декабря в городах Москва и Зеленоград.
Дивизию полностью укомплектовали и снабдили всем необходимым. В конце января 1943 года дивизия на автомашинах совершила марш из Москвы по Ленинградскому шоссе в район Осташкова. Часть имущества транспортировалась в эшелонах. Дивизия сосредоточилась в лесах юго-западнее Осташкова и на станции Чёрный Дор. Совместно со 2-й гв. вдд двигались 3-я и 6-я гвардейские воздушно-десантные дивизии.
23 февраля 1943 года дивизия после изнурительных ночных переходов располагалась в деревне Барские Кулики, в шести километрах от переправы Коломно. Позднее дивизия вошла в состав 1-й ударной армии и сосредоточилась в районе сожжённой немцами деревни Голузино. Началась подготовка к наступлению. Планировалась операция по ликвидации так называемого демянского плацдарма. Демянский плацдарм (в поперечнике до 50 км и по переднему краю обороны до 200 км) обороняли 12 дивизий, главные силы 16-й немецкой армии, общей численностью до 70-и тысяч человек. Внутри демянского плацдарма было до 7 дивизий. До 5 дивизий обороняли Рамушевский коридор. Планом Ставки Верховного Главнокомандования предусматривалось встречными ударами 27-й армии (с севера) и 1-й ударной армии (с юга) перерезать Рамушевский коридор и тем самым завершить окружение основных сил противника на демянском плацдарме. В дальнейшем планировалось развитие этого удара в северо-западном направлении силами мощной механизированной группы генерала Хозина, с задачей выхода в тыл 18-й немецкой армии. Приказом командующего 1-й ударной армией 2 гвардейской воздушно-десантной дивизии была поставлена задача форсировать реку Редья и овладеть населёнными пунктами Вязки, Верёвкино (в настоящее время не существует), Козлово, Жуково. На подготовку к наступлению отводилось пять дней. Утром 26 февраля 1943 года началась артподготовка. После неё стрелковые подразделения без поддержки танков и тщательной разведки начали наступление. К середине дня 4-й гвардейский воздушно-десантный стрелковый полк пробился на окраину деревни Вязки Поддорского района Новгородской области.
27 февраля 1943 года вновь завязался упорный бой. Десантники по глубокому снегу пошли в атаку. К полудню подвели итоги. Картина была неутешительная. Лишь в центре части дивизии продвинулись на три километра. Через несколько дней кровопролитных боев дивизию сменила 250-я стрелковая дивизия. 2-ю гвардейскую воздушно-десантную дивизию отвели в район деревни Слугино. Вскоре пришёл новый боевой приказ — дивизии сосредоточиться для наступления в лесу северо-западнее деревни Ляхново. Надо было взять Ляхново и перерезать шоссейную дорогу Холм — Старая Русса. Противник отводил по этой дороге основную группировку из Демянска. 5-й гвардейский воздушно-десантный стрелковый полк, который действовал на главном направлении на правом фланге дивизии, выполнял главную задачу: форсировав реку Порусья, ворваться в деревню Ляхново и перерезать шоссе.
7 марта 1943 года после короткого артналёта десантники преодолели реку и завязали бои на окраине деревни Ляхново. Несмотря на отчаянное сопротивление гитлеровцев, удалось захватить Ляхново и закрепиться. Ночью предстояло развить успех и выйти к шоссейной дороге. Однако сильная контратака противника, включая танки, опрокинула расчёты. В три часа ночи командир 5-го полка доложил, что после кровопролитного ночного боя гитлеровцы оттеснили батальон из Ляхново на окраину деревни. Бои за деревню Ляхново продолжались вплоть до 27 марта 1943 года.
27 марта 1943 г. дивизию, потерявшую до 2/3 личного состава, вывели в тыл. Полки возвращались на станцию Чёрный Дор для погрузки в эшелоны.
24 апреля 1943 г. дивизия железнодорожным транспортом была переброшена в район Касторное Курской области, откуда пешим маршем выдвинулась под Поныри, на Орловско-Курскую дугу. Дивизия вошла в состав 18-го гвардейского стрелкового корпуса, который вместе с 17-м гвардейским корпусом получил приказ занять оборону во втором эшелоне 13-й армии Центрального фронта по фронту Малоархангельск, Поныри, Ольховатка, Верхнее и Нижнее Смородино Курской области. Штаб дивизии разместился в деревне Хмелевая. Части дивизия совершенствовали систему обороны, готовясь к предстоящим боям.
05.07. — 23.08.1943 г. дивизия приняла участие в битве на Курской дуге.
07.07 — 12.07.1943 г. части дивизии сдерживала многочисленные атаки танков противника в районе Понырей.
15.07.1943 г. дивизия перешла в наступление и к утру 18 июля 1943 года передовые батальоны заняли восточную окраину станции Малоархангельск Орловской области.
02.08.1943 г. десантники наступали в районе Добрынь.
26.08 — 30.09.1943 г. в ходе Черниговско-Припятской операции и наступления на киевском направлении части дивизии в составе 18-го гвардейского стрелкового корпуса 60-й армии Центрального фронта участвовали в освобождении города Прилуки Черниговской области Украины.
02.10.1943 г. 7-й гвардейский воздушно-десантный полк форсировал Днепр и захватил плацдарм в районе села Медвин Чернобыльского района Киевской области.
18.11.1943 г. в ходе битвы за Днепр выходила к Раковичи.
20.11.1943 г. дивизия в составе 15-го стрелкового корпуса вышла в район Радомышля.
В январе 1944 года 2-я гвардейская воздушно-десантная дивизия принимала участие в Корсунь-Шевченковской операции.
25.03.1944 г. в ходе Проскуровско-Черновицкой операции принимала участие в освобождении города Проскуров, за что дивизии было присвоено почетное наименование «Проскуровская».
29.03.1944 г. дивизия совместно с 62-й гвардейской и 64-й отдельной гвардейской танковыми бригадами освободили Бережанку и Андреевку.
7 июля 1944 года вышел приказ НКО СССР № 0197 о злоупотреблений в дивизии.
13.07 — 29.08.1944 г. 2-я гвардейская воздушно-десантная Проскуровская дивизия принимала участие во Львовско-Сандомирской наступательной операции в горно-лесистой местности Станиславской области УССР.
12.09.1944 г. дивизия в составе 17-го гвардейского стрелкового корпуса заняла Акрешоры и Прокураву.
13.09.1944 г. части дивизии овладели горой Мунчелык (1355,1 м над уровнем моря) и должны были атаковать противника, блокируя его опорный пункт на горе Хорде (1479,7 м над уровнем моря). Пять дней шли упорные бои, но высотой овладеть не удалось. За одну дождливую ночь, по единственной испорченной дороге с крутизной склонов более 30 градусов артиллеристы дивизии с помощью двух автотягачей, лебедок, лямок и канатов к 18 сентября доставили на гору Мунчелык одну пушечную батарею, а затем 2-й дивизион «Катюш». Внезапным и точным огнём прямой наводкой эти подразделения обеспечили пехоте овладение горами Хорде и Китылувка (Карпаты).
20-21.09.1944 г. части дивизии, преодолев огневое сопротивление врага и отразив три его контратаки, сбили противника с ряда высот севернее Китылувки и продвинулась за два дня на 5 км.
22.09.1944 г. дивизия овладела сильным опорным пунктом противника Ворохтой, а с ним и Татарским перевалом.
23.09.1944 г. подразделения дивизии вошли в Татарув.
24.09.1944 г. части дивизии выводятся в резерв командующего фронтом.
С 08.10.1944 г. дивизия в составе 95-го стрелкового корпуса, принимая участие в Восточно-Карпатской операции, сосредотачивалась в районе Нижни Верецки, Вижни Верецки и в лесах юго-западнее Беласовица. Здесь дивизия вводилась в бой с задачей очистить от противника высоты северо-западнее Кушницы и наступать в направлении Кушницы, Майдана, вдоль реки Латорица.
20.10.1944 г. части дивизии развивали наступление на Поляну, 25-го — овладели Поляной, а передовой полк — Голубиной, захватив при этом до 2 тысяч пленных.
22-23.10.1944 г. дивизия сражалась в районе Подполозье. 24 октября дивизия с боями продвинулась на 15 километров и овладела Поляной, Солочином, Голубиной.
26.10.1944 г. дивизия участвовала в освобождении города Мукачево Закарпатской области Украины. Приказом ВГК почетное наименование Мукачевских присвоено 4-му и 5-му гвардейским воздушно-десантным стрелковым полкам дивизии.
27.10.1944 г. дивизия принимала участие в освобождении города Ужгород. 7-й гвардейский воздушно-десантный стрелковый полк и 3-й гвардейский воздушно-десантный артиллерийский полк за отличие в боях и массовый героизм личного состава были удостоены почетного наименования Ужгородский.
В ноябре 1944 года дивизия вела ожесточенные бои сразу же, как только вступила в пределы Чехословакии, ещё на дальних подступах к городу Кошице. Противник создал целый ряд оборонительных сооружений, перекрыл дороги и подходы к населённым пунктам. Гитлеровцы разрушили дамбы и плотины, затопив водой большие площади, взорвали и подкопали берега в каналах. Словом, сделали все, чтобы остановить наступление, к тому же из-за дождей реки Лаборец, Латорица, Бодрог, Ондова вышли из берегов, затопили речные поймы. Первые два дня наступления принесли успех. Дивизия освободила несколько сёл района Требишов Кошицкого края Чехословакии (в том числе Затин и Ладмовце).
20.11.1944 г. дивизия в составе 17-го гвардейского стрелкового корпуса вела успешное наступление в направлении Великие Ратовцы, Комаровцы. В дальнейшем дивизия выходит на рубеж реки Лаборец — населённого пункта Чепель.
23.11.1944 г. дивизия овладела городом и железнодорожным узлом Чоп и начала преследование противника в направлении венгерского города Шаторальяуйхей. Здесь дивизия входит в состав специальной группы полковника Гречкосия для развития успеха наступления и с целью быстрейшего выхода к реке Бодрог и форсирования её с ходу. 26-го ноября части группы овладели крупным опорным пунктом Чехословакии — городом Михаловце.
27.11.1944 г. дивизия совместно с танкистами 5-й гвардейской танковой бригады и при поддержке минометчиков 16-го Гвардейского минометного полка перешла в наступление в направлении Краловского Хлумеца. Её части прорвали оборону противника и продвинулись вперед на 20 км, овладели рядом населённых пунктов и вышли к реке Бодрог.
03.12.1944 г. дивизия завязала тяжёлые бои за Шаторальяуйхей и овладела им 5 декабря. Сдав город подошедшим частям 40-й армии, дивизия продолжила наступление.
В декабре 1944 — январе 1945 года дивизия форсировала реки Бодрог и Гернад, участвовала в освобождении десятков населённых пунктов, в том числе крупных — Земплин и Цейков.
В начале января 1945 года дивизия вела бои южнее Кошице.
25.03.1945 г. дивизия, принимая участие в Моравско-Остравской операции, вела упорные бои в районе населённых пунктов Блюшув, Камень, Рогув. Освободив их от противника, гвардейцы отражали сильные контратаки из района Одры и Ставы.
19.04.1945 г. части дивизии форсировали Одер и захватили на его западном берегу важный плацдарм, за удержание и расширение которого развернулись упорные бои.
30.04.1945 г. дивизия во взаимодействии с частями 127-го лёгкого горнострелкового корпуса, овладела Бобровниками, Лготкой, форсировала Одер и освободила пригород Моравска Остравы — Марианске Горы. Затем, освободив центральную часть Моравска Остравы, дивизия вышла к реке Остравице и приступила к её форсированию.
После овладения Моравска-Остравой войска 4-го Украинского фронта продолжали освобождение Моравско-Остравского промышленного района, развивая наступление в западном и южном направлениях.
11.05.1945 г. 2-я гвардейская воздушно-десантная Проскуровская ордена Суворова дивизия закончила боевые действия, выполняя боевую задачу по уничтожению и пленению разрозненных групп противника в районах Цвиттау в Пардубицком крае и Летовице в Южноморавском крае. В это же время по халатности было утеряно Боевое Красное Знамя дивизии.
К 20.06.1945 г. дивизия располагалась в районе Мехув, Ченстохова, Сосновец, где 24.06 — 27.06.1945 г. была расформирована на основании Директивы Ставки ВГК № 11097 от 29.05.1945 г., а личный состав и материальная часть дивизии переданы в состав 50-й стрелковой дивизии.

## В составе
| Дата                 | Фронт (округ)         | Армия                 | Корпус (группа)                    | Примечания |
| -------------------- | --------------------- | --------------------- | ---------------------------------- | ---------- |
| 1 января 1943 года   | РВГК                  |                       |                                    |            |
| 1 февраля 1943 года  | РВГК                  |                       |                                    |            |
| 1 марта 1943 года    | Северо-Западный фронт | 1-я ударная армия     |                                    |            |
| 1 апреля 1943 года   | РВГК                  | 53-я армия            |                                    |            |
| 1 мая 1943 года      | РВГК                  | 53-я армия            |                                    |            |
| 1 июня 1943 года     | Центральный фронт     | 13-я армия            | 18-й гвардейский стрелковый корпус |            |
| 1 июля 1943 года     | Центральный фронт     | 13-я армия            | 18-й гвардейский стрелковый корпус |            |
| 1 августа 1943 года  | Центральный фронт     | 13-я армия            | 18-й гвардейский стрелковый корпус |            |
| 1 сентября 1943 года | Центральный фронт     | 60-я армия            | 18-й гвардейский стрелковый корпус |            |
| 1 октября 1943 года  | Центральный фронт     | 60-я армия            | 18-й гвардейский стрелковый корпус |            |
| 1 ноября 1943 года   | 1-й Украинский фронт  | 60-я армия            | 18-й гвардейский стрелковый корпус |            |
| 1 декабря 1943 года  | 1-й Украинский фронт  | 60-я армия            | 15-й стрелковый корпус             |            |
| 1 января 1944 года   |                       |                       |                                    | Нет данных |
| 1 февраля 1944 года  | 1-й Украинский фронт  | 38-я армия            |                                    |            |
| 1 марта 1944 года    | 1-й Украинский фронт  |                       | 47-й стрелковый корпус             |            |
| 1 апреля 1944 года   | 1-й Украинский фронт  | 1-я гвардейская армия | 47-й стрелковый корпус             |            |
| 1 мая 1944 года      | 1-й Украинский фронт  | 18-я армия            | 17-й гвардейский стрелковый корпус |            |
| 1 июня 1944 года     | 1-й Украинский фронт  | 18-я армия            | 17-й гвардейский стрелковый корпус |            |
| 1 июля 1944 года     | 1-й Украинский фронт  | 18-я армия            | 17-й гвардейский стрелковый корпус |            |
| 1 августа 1944 года  | 1-й Украинский фронт  | 18-я армия            | 17-й гвардейский стрелковый корпус |            |
| 1 сентября 1944 года | 4-й Украинский фронт  |                       | 17-й гвардейский стрелковый корпус |            |
| 1 октября 1944 года  | 4-й Украинский фронт  |                       |                                    |            |
| 1 ноября 1944 года   | 4-й Украинский фронт  | 18-я армия            | 95-й стрелковый корпус             |            |
| 1 декабря 1944 года  | 4-й Украинский фронт  | 18-я армия            |                                    |            |
| 1 января 1945 года   | 4-й Украинский фронт  | 18-я армия            | 17-й гвардейский стрелковый корпус |            |
| 1 февраля 1945 года  | 4-й Украинский фронт  |                       | 95-й стрелковый корпус             |            |
| 1 марта 1945 года    | 4-й Украинский фронт  | 38-я армия            | 95-й стрелковый корпус             |            |
| 1 апреля 1945 года   | 4-й Украинский фронт  | 38-я армия            | 95-й стрелковый корпус             |            |
| 1 мая 1945 года      | 4-й Украинский фронт  | 1-я гвардейская армия | 95-й стрелковый корпус             |            |

## Состав
- управление
- 4-й гвардейский воздушно-десантный стрелковый полк
- 5-й гвардейский воздушно-десантный стрелковый полк
- 7-й гвардейский воздушно-десантный стрелковый полк
- 3-й гвардейский воздушно-десантный артиллерийский полк
- 14-й отдельный гвардейский истребительно-противотанковый дивизион
- 6-я отдельная гвардейская разведывательная рота
- 8-й отдельный гвардейский сапёрный батальон
- 9-я отдельная гвардейская рота связи
- 10-я отдельная гвардейская рота химической защиты
- 13-й отдельный медико-санитарный батальон
- 11-я автотранспортная рота
- 15-я полевая хлебопекарня
- 1-й дивизионный ветеринарный лазарет
- отдельный учебный воздушно-десантный батальон
- 2380-я полевая почтовая станция
- 1814-я полевая касса Государственного банка

## Командиры
- Ляпин, Пётр Иванович, гвардии генерал-майор — (08.12.1942 — 05.03.1943)
- Дударев, Илья Фёдорович, гвардии генерал-майор — (05.03.1943 — 08.03.1944)
- Чёрный, Степан Макарович, гвардии полковник — (08.03.1944 — 27.06.1945)

## Отличившиеся воины дивизии
- Абдешев, Хайрулла, гвардии младший сержант — командир отделения 7-го гвардейского воздушно-десантного полка.
- Баранов, Никита Григорьевич, гвардии старшина — командир взвода автоматчиков 5-го гвардейского воздушно-десантного полка.
- Барыбин, Пётр Николаевич, гвардии старшина — помощник командира взвода 4-го гвардейского воздушно-десантного стрелкового полка.[10]
- Безбородов, Михаил Никифорович, гвардии рядовой — автоматчик 7-го гвардейского воздушно-десантного полка.
- Богданчук, Иван Климентьевич, гвардии старшина — помощник командира взвода пешей разведки 7-го гвардейского воздушно-десантного полка.
- Важенин, Михаил Иванович, гвардии рядовой — наводчик станкового пулемёта 4-го гвардейского воздушно-десантного полка.
- Вдовченко, Василий Денисович, гвардии старшина, старшина стрелковой роты 5-го гвардейского воздушно-десантного полка.
- Веселков, Павел Максимович, гвардии старший сержант — командир миномётного расчёта 7-го гвардейского воздушно-десантного стрелкового полка.
- Винокуров, Максим Ильич, гвардии старший лейтенант — заместитель командира батальона по политической части 7-го гвардейского воздушно-десантного полка.
- Ганьжин Михаил Григорьевич, гвардии старший сержант — командир отделения 5-го воздушно-десантного гвардейского стрелкового полка.
- Герасимов, Вадим Анатольевич, гвардии старший сержант — старший телефонист взвода связи 4-го гвардейского воздушно-десантного полка.
- Гребнев, Павел Степанович, гвардии ефрейтор — разведчик взвода пешей разведки 7-го гвардейского воздушно-десантного полка.
- Дёмин, Никита Степанович, гвардии полковник — заместитель по политической части командира дивизии в период с 1942 по 1943 год.
- Душкин, Василий Петрович, гвардии старший сержант — наводчик 82-мм миномёта 4-го гвардейского воздушно-десантного полка.
- Ждакаев, Григорий Тимофеевич, гвардии рядовой — сапёр 7-го гвардейского воздушно-десантного полка.
- Камчугов, Виктор Петрович, гвардии сержант — командир отделения 8-го отдельного гвардейского воздушно-десантного саперного батальона.
- Козка, Иван Федосеевич, гвардии младший сержант — командир отделения 8-го отдельного гвардейского сапёрного батальона.
- Кошмяк, Георгий Данилович, гвардии майор — командир 7-го гвардейского воздушно-десантного полка.
- Кульбертинов, Иван Николаевич — снайпер 23-й отдельной лыжной бригады 7-го гвардейского воздушно-десантного стрелкового полка. Один из самых результативных снайперов Второй мировой войны (487 фашистов).
- Куница, Алексей Сергеевич, гвардии старший сержант — командир взвода 4-го гвардейского воздушно-десантного полка.
- Мещеряков, Иван Васильевич, гвардии майор — командир роты 7-го воздушно-десантного полка. После ВОВ выдающийся советский конструктор[11].
- Минин, Александр Иванович, гвардии сержант — командир минометного расчета 7-го гвардейского воздушно-десантного полка.
- Пляскин, Иван Андреевич, гвардии рядовой — командир орудийного расчёта батареи 45-мм пушек 5-го гвардейского воздушно-десантного стрелкового полка.
- Сергеев, Владимир Фёдорович, гвардии старший лейтенант — командир пулемётной роты 4-го гвардейского воздушно-десантного полка.
- Симоненко, Николай Иванович, гвардии сержант — командир отделения 6-й отдельной гвардейской воздушно-десантной разведывательной роты.
- Сударьков, Николай Максимович, гвардии старшина — командир взвода связи 7-го гвардейского воздушно-десантного стрелкового полка.
- Сухов, Александр Павлович, гвардии младший сержант — сапёр 8-го отдельного гвардейского сапёрного батальона
- Сушинских, Александр Фёдорович, гвардии рядовой — наводчик 45-мм пушки 5-го гвардейского воздушно-десантного полка.
- Федин, Михаил Александрович, гвардии старший сержант — командир отделения 7-го гвардейского воздушно-десантного полка.
- Фролов, Иван Павлович, гвардии сержант — командир миномётного расчёта 3-го батальона 7-го гвардейского воздушно-десантного стрелкового Ужгородского полка.
- Шекера, Григорий Кондратьевич, гвардии старший сержант — помощник командира взвода 6-й отдельной гвардейской воздушно-десантной разведывательной роты.

## Награды
- 8 декабря 1942 года — Почетное звание  Гвардейская — присвоено при формировании.
- 25 марта 1944 года — Почётное наименование «Проскуровская» — присвоено приказом Верховного Главнокомандующего № 093 от 25 марта 1944 года за отличие в боях при освобождении города Проскуров.
- 28 мая 1945 года —  Орден Суворова II степени — награждена указом Президиума Верховного Совета СССР от 28 мая 1945 года за образцовое выполнение заданий командования в боях с немецкими захватчиками при овладении городами Моравская Острава, Жилина и проявленные при этом доблесть и мужество[12]

Награды частей дивизии:
- 4-й гвардейский воздушно-десантный стрелковый Мукачевский[13] Краснознаменный[14] полк
- 5-й гвардейский воздушно-десантный стрелковый Мукачевский[13] ордена Кутузова[14] полк
- 7-й гвардейский воздушно-десантный стрелковый Ужгородский[15] ордена Богдана Хмельницкого[16] полк
- 3-й гвардейский воздушно-десантный артиллерийский Ужгородский[15] полк

## Память
Мемориал — Братская могила советских воинов в Поддорском районе
Экспозиция в Музее Московского колледжа транспорта по адресу: Москва, ул. Люблинская, д.88